# Claudia Karvan
Claudia Karvan   (Sydney, 19 de maig de 1972) és una actriu i productora australiana.
De jove, va debutar com a actriu a la pel·lícula Molly (1983) i va continuar amb un paper adolescent a High Tide (1987). El 1993 va interpretar una professora a The Heartbreak Kid, pel·lícula que va donar lloc a la sèrie de televisió Heartbreak High (1994–1999), on el seu personatge va ser reprès per Sarah Lambert. Entre els seus papers en sèries de televisió destaquen The Secret Life of Us (2001–2005), Love My Way (2004–2007), Newton’s Law (2017) i Halifax: Retribution (2020). Va guanyar el premi a la Millor Actriu com a protagonista de drama de Televisió als Premis AFI (després rebatejats com a Premis AACTA) per la seva actuació a G.P. (1996). També va obtenir dos premis similars pels seus papers a Love My Way (2005 i 2007) i el 2014 per la seva participació a The Time of Our Lives (2013–2014).
Com a coproductora i coguionista de Love My Way, va guanyar tres premis AFI més per la Millor Sèrie Dramàtica els anys 2005, 2006 i 2007. El 2007 va ser introduïda al Passeig de la Fama del Cinema Australià en reconeixement de la seva contribució a la indústria del cinema i la televisió australiana.
Entre 2010 i 2011, va protagonitzar la sèrie dramàtica Spirited, que ella mateixa va cocrear i de la qual va ser productora executiva. També va interpretar Judy Vickers a Puberty Blues (2012, 2014). Karvan ha coproduït House of Hancock (febrer de 2015) i Doctor Doctor (2016–2021). El 2021 va cocrear, coproduir i protagonitzar la sèrie dramàtica de televisió Bump.